# 弗洛里斯三世
弗洛里斯三世（荷蘭語：Floris III van Holland，約1141年—1190月8月1日），荷蘭伯爵，1157年至1190年在位。

## 家庭
1162年，弗洛里斯與蘇格蘭的阿達結婚，兩人共有3子1女：
1. 德克七世（—1203年）
2. 威廉一世（—1222年）
3. 阿達（—約1205年），與布蘭登堡的奧托一世結婚
4. 弗洛倫斯（—1210年）